# تشونغ كيونغ هو
تشونغ كيونغ هو مواليد 22 مايو 1980 في سامتشوك، كوريا الجنوبية، هو لاعب كرة قدم كوري جنوبي دولي سابق كان يلعب كمهاجم. سبق له أن لعب في كأس العالم لكرة القدم مع منتخب بلاده.

## المسيرة الاحترافية

### أندية لعب لها
- نادي أولسان هيونداي
- جونبك هيونداي موتورز

## روابط خارجية
- تشونغ كيونغ هو على موقع الاتحاد الدولي (مؤرشف)  (الإنجليزية)
- تشونغ كيونغ هو على موقع دوري كوريا الجنوبية (الإنجليزية)
- تشونغ كيونغ هو على موقع قاعدة بيانات كرة القدم.إي يو (الإنجليزية)
- تشونغ كيونغ هو على موقع ناشيونال فوتبول تيمز (الإنجليزية)
- تشونغ كيونغ هو على موقع أوليمبيديا (الإنجليزية)